# Kadeem Allen
Kadeem Frank Allen (nascido em 15 de janeiro de 1993) é um americano jogador de basquete profissional que jogou no New York Knicks da National Basketball Association (NBA), em um contrato de duas mãos com o Westchester Knicks da G-League.

## Carreira universitária
Allen frequentou a Universidade do Arizona nos seus últimos dois anos da carreira universitária. Ele teve uma média de 9,8 pontos e 4,0 rebotes por jogo em seu primeiro ano no Arizona. No segundo ano, ele foi nomeado para o Segunda-Equipe e para o Time Defensivo da Pac-12.

## Carreira profissional

### Boston Celtics (2017–2018)
Allen foi selecionado pelo Boston Celtics no Draft de 2017 e assinou o primeiro contrato bidirecional da franquia. Sob os termos do acordo, ele ia dividir o tempo entre os Celtics e sua afiliada da G-League, o Maine Red Claws.
Em 29 de janeiro de 2018, Allen foi eleito o Jogador da Semana da G League, após fazer 38 pontos por jogo na semana anterior. Essa semana incluiu um jogo que ele fez 46 pontos contra o Long Island Nets em 23 de janeiro.
Em 2 de fevereiro de 2018, Allen e seu companheiro de equipe Jabari Bird foram nomeados para a Equipe da Meia-Temporada da NBA G League após uma média de 18,0 pontos, 5,9 rebotes, 5,0 assistências e 2,6 roubadas de bola por jogo.
Em 15 de julho de 2018, Allen foi dispensado pelos Celtics.

### Westchester Knicks / New York Knicks (2018 – presente)
Allen assinou com o New York Knicks em 25 de julho de 2018. Ele foi dispensado pelos Knicks em 13 de outubro de 2018, mas assinou com seu afiliado da G-League, Westchester Knicks.
Em 14 de janeiro de 2019, Allen assinou com os Knicks em um contrato de mão dupla. Em 25 de Junho de 2020, os Knicks dispensaram o jogador.

## Estatísticas

### NBA

#### Temporada regular
| Ano      | Time     | PJ | MPJ | AP   | 3P   | LL    | RT  | AS  | BR | TO | PPJ |
| -------- | -------- | -- | --- | ---- | ---- | ----- | --- | --- | -- | -- | --- |
| 2017–18  | Boston   | 18 | 1   | .273 | .000 | , 778 | .6  | 7   | 2  | .1 | 1,1 |
| 2018-19  | New York | 19 | 1   | .461 | .472 | , 778 | 2,7 | 4,0 | .8 | 2  | 9,9 |
| Carreira | Carreira | 37 | 2   | 436  | 362  | , 778 | 1,7 | 2,4 | .5 | 2  | 5,6 |

### G League

#### Temporada regular
| Ano      | Time        | PJ | MPJ  | AP   | 3P   | LL   | RT  | AS  | BR  | TO | PPJ  |
| -------- | ----------- | -- | ---- | ---- | ---- | ---- | --- | --- | --- | -- | ---- |
| 2017–18  | Maine       | 34 | 34,5 | 449  | .300 | .732 | 5,5 | 4,9 | 2,2 | .6 | 17,7 |
| 2018-19  | Westchester | 39 | 31,8 | 451  | .425 | .766 | 5,4 | 6,3 | 1,5 | .4 | 15,3 |
| Carreira | Carreira    | 73 | 33,1 | .450 | .348 | .749 | 5,5 | 5,7 | 1,8 | .5 | 16,4 |

### Universidade
| Ano      | Time     | PJ | MPJ  | AP   | 3P    | LL    | RT  | AS  | BR  | TO | PPJ |
| -------- | -------- | -- | ---- | ---- | ----- | ----- | --- | --- | --- | -- | --- |
| 2015–16  | Arizona  | 34 | 24,9 | .465 | 0,360 | , 705 | 3,1 | 3,6 | 1,0 | .8 | 8,4 |
| 2016–17  | Arizona  | 34 | 30,0 | 453  | .427  | .741  | 4,0 | 3,0 | 1,6 | .6 | 9,8 |
| Carreira | Carreira | 68 | 27,5 | 459  | 400   | .725  | 3,6 | 3.3 | 1,3 | 7  | 9,1 |

## Prêmios e homenagens
- Time Defensivo da G-League (2018)
- Segunda-Equipe da Pac-12 (2017)